# Електрична схема

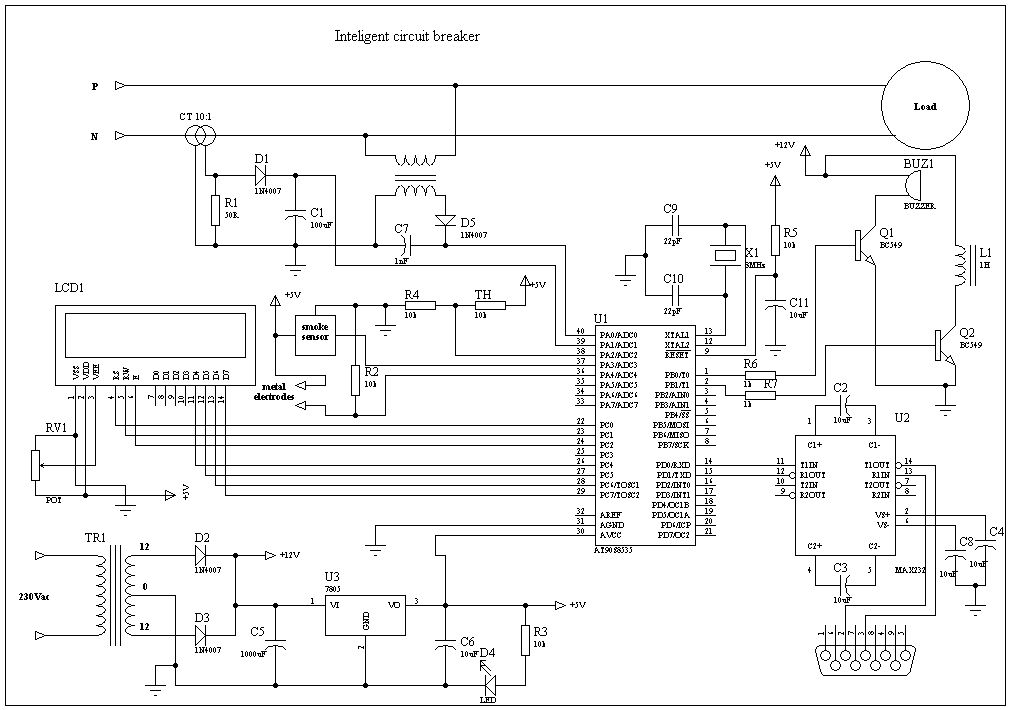
Приклад електричної схеми (принципової, код Э3)

Електри́чна схе́ма — це схема, що містить у вигляді умовних познак і зображень інформацію про будову електричного кола і взаємозв'язки його складових частин. Електрична схема є одним з видів схем виробів і за ЄСКД позначаються у шифрі основного напису літерою «Э».
Правила виконання всіх типів електричних схем встановлюються ДСТУ ГОСТ 2.702:2013, при виконанні схем цифрової обчислювальної техніки керуються ГОСТ 2.708-81.

## Структурні електричні схеми
Структурні електричні схеми розробляються на першому етапі проєктування. На структурних схемах зображаються основні елементи (трансформатори, лінії електропередавання, розподільчі пристрої — у вигляді прямокутників). Цей вид схем дає загальну уяву про роботу електроустаткування і позначаються у шифрі основного напису символами Э1.

## Функційні електричні схеми
Функційні електричні схеми — це найзагальніші схеми за рівнем абстрагування і зазвичай показують лише функційні зв'язки між складовими частинами даного об'єкта, що розкривають його суть і дають уяву про функції об'єкту, зображеного на даному кресленику.
Окремі стандарти на зображення умовних графічних позначень для функційних електричних схем відсутні. Діють лише загальні вимоги до оформлення конструкторської чи технологічної документації та ДСТУ ГОСТ 2.702:2013, що регламентує правила виконання електричних схем і позначаються функційні електричні схеми у шифрі основного напису символами Э2.

## Принципові електричні схеми
Принципові електричні схеми — це кресленики, на яких показані повні електричні, магнітні і електромагнітні зв'язки елементів об'єкта, а також параметри компонентів, з яких об'єкт зображений на кресленику складається. Тут існує низка стандартів як на оформлення креслеників, так і на умовні графічні зображення компонентів. На території України діють міждержавні стандарти (ДСТУ, ГОСТи), однак з появою принципово нових компонентів доводиться відступати від стандартів, орієнтуючись на закордонні стандарти (ISO, IEC, DIN та ANSI). На практиці виробниками часто використовуються корпоративні стандарти.
Цей різновид схем призначений в основному для найповнішого розуміння всіх процесів, що відбуваються у ланцюгах чи ділянках ланцюга, а також для розрахунку параметрів компонентів.
Цей вид кресленика не враховує габаритних розмірів і розташування деталей об'єкта. За рівнем абстракції принципові електричні схеми займають середню позицію між функційними і монтажними схемами і позначаються у шифрі основного напису символами Э3.

## Схема електричних з'єднань
На схемах електричних з'єднань (монтажних схемах) наносять всі пристрої та елементи, які входять до складу виробу та їх з'єднання — дроти, джгути, кабелі, вхідні і вихідні елементи (з'єднувачі, затискачі, плати та ін.).
На схемі з'єднання, показують:
- пристрої — у вигляді прямокутників та спрощених зовнішніх обрисів;
- елементи — у вигляді умовних графічних позначень, прямокутників або спрощених зовнішніх обрисів.

Правила зображення вхідних та вихідних елементів, які встановлені для принципових електричних схем, залишаються в силі і для схем з'єднання. Цей вид схем позначається у шифрі основного напису символами Э4

## Електричні схеми підключення
Електричні схеми підключення — електричні схеми, що показують зовнішні підключення виробу. Правила виконання цих схем та використання умовних графічних зображень збігаються з правилами виконання принципових електричних схем. Вони позначаються у шифрі основного напису символами Э5.

## Електричні загальні схеми
Загальна електрична схема — вид електричної схеми, на якій зображають пристрої та елементи, що входять в комплекс, а також проводи, джгути і кабелі (багатожильні проводи, електричні шнури), що сполучають ці пристрої та елементи. Елементи, які входять у комплекс пристрою, зображують у вигляді прямокутників, умовних графічних позначень чи зовнішніх обрисів. Графічні позначення пристроїв і елементів, у тому числі вхідних і вихідних, розташовують близько до їх дійсного розташування у виробі. Такі схеми позначаються у шифрі основного напису символами Э6.

## Електричні схеми розташування
Електрична схеми розташування (англ. electrical layout) — це вид електричної схеми, на якій зображують реальне розташування компонентів як всередині, так і ззовні об'єкта, зображеного на схемі. Вони призначені, в основному, для полегшення виготовлення об'єкта. Схеми розташування враховують місцезнаходження компонентів схеми і електричних зв'язків (електричних проводів і кабелів). Виконання робиться на основі загальних вимог до оформлення конструкторської документації і такі схеми за ЄСКД позначаються у шифрі основного напису символами Э7.

## Інші види електричних схем, що не передбачені ЄСКД
Кабельні плани — це кресленики, що показують розміщення і марки електричних дротів і кабелів. Діють лише загальні вимоги до оформлення конструкторської документації.
Топологічні електричні схеми — це кресленики, що показують розміщення компонентів зображеного об'єкта. В мікроелектроніці це зазвичай зображення мікрокристалів інтегральних мікросхем.
Мнемонічні схеми — це зазвичай наглядні схеми обладнання із вказанням реального його стану і діючого положення комутаційної апаратури на об'єкті, що підлягає керуванню. В основному використовуються в диспетчерських пунктах на енергетичних об'єктах.
Із впровадженням обчислювальної техніки активно витісняється системами комп'ютерної візуалізації та сигналізації на базі SCADA.